# Jérôme Baschet
Jérôme Baschet é um medievalista francês e historiador contemporâneo.

## Escritos
Especialista da imagem desde sua tese (As justiças do além. As representações do inferno na França e na Itália, séculos  XII – XV), sua pesquisa situa-se na conjunção da história e da história da arte. Eles se concentram nas representações que estruturam a sociedade ocidental medieval e suas expressões visuais. Ele primeiro persegue o estudo das imagens do além e do vir-a-ser após a morte. Em seguida, propõe uma aproximação ao vasto domínio das representações medievais marcadas pela articulação do parentesco carnal, do parentesco espiritual e do parentesco divino. Ao mesmo tempo, desde seu primeiro livro, procura analisar a relação entre a imagem e o local ritual onde está inscrita; elabora assim as noções de imagem-objeto, imagem-lugar e lugar das imagens. Esta linha de investigação estende-se à investigação, realizada na companhia de Jean-Claude Bonne e Pierre-Olivier Dittmar, nos anos 2007-2012, sobre os capitéis de várias igrejas românicas de Auvergne.
No México, Jérôme Baschet está interessado na experiência zapatista em suas apostas políticas e nas formas alternativas de organização (autogoverno) que experimenta e incentiva. Contribuiu para a publicação ou prefaciou diversos textos emanados do EZLN. A partir da experiência zapatista, iniciou uma reflexão sobre o que poderia ser uma sociedade pós-capitalista; seu livro Adeus ao Capitalismo. Autonomia, sociedade do bem viver e multiplicidade de mundos (La Découverte, reedição de bolso 2016) é a sua expressão. Além de vários discursos públicos, ele busca especificar o modo como podemos hoje utilizar a noção de autonomia, entendida como a construção de uma vida que escapa à heteronomia do mercado e como uma política não estatal.
Por fim, na encruzilhada da inspiração zapatista e de sua experiência como historiador, desenvolveu uma reflexão historiográfica sobre a condição do conhecimento histórico em um mundo invadido pelo presente perpétuo e sobre a possibilidade de emergência de um novo regime de historicidade e temporalidade.

## Publicações
Lista parcial:
- Basculements. Mondes émergents, possibles désirables, Paris, La Découverte, 2021, 256 p.
- Une juste colère. Interrompre la destruction du monde, Divergences, setembro de 2019, 126 p.
- Défaire la tyrannie du présent. Temporalités émergentes et futurs inédits, Paris, La Découverte, Coll. "L'horizon des possibles", março de 2018.
- Corps et âmes. Une histoire de la personne au Moyen Âge, Flammarion, 2016, 416 p. Prêmio Gobert 2017 da Academia de Inscrições e Belas Letras.
- Adieux au capitalisme. Autonomie, société du bien vivre et multiplicité des mondes, Paris, La Découverte, 2014, 208 p. (horizonte de possibilidades); reedição de bolso 2016.
- (codireção com Pierre-Olivier Dittmar), Les images dans l'Occident médiéval, Turnhout, Brepols, 2015, 510 p.
- (com Guillaume Goutte), Enseignements d'une rébellion. La petite École zapatiste, Paris, Éditions de l'Escargot, 2014, 108 p.
- « Frédéric Lordon au Chiapas. Une lecture d'Imperium au crible de l'autonomie zapatiste », Revue Ballast, mai 2016.
- La civilisation féodale : de l'an mil à la colonisation de l'Amérique,  3ª edição, Paris, Flammarion, 2006, 865 p. (Champs).
- (avec Jean-Claude Bonne et Pierre-Olivier Dittmar), 'Iter' et 'locus'. Lieu rituel et agencement du décor sculpté dans les églises romanes d'Auvergne, Images re-vues, hors-série 3, 2012, en ligne.
- (com Jean-Claude Bonne e Pierre-Olivier Dittmar), Le monde roman par-delà le Bien et le Mal. Une iconographie du lieu sacré, Paris, Arkhê, 2012.
- (dir.) Enfants de tous les temps, de tous les mondes, Paris, Gallimard-Jeunesse/Giboulées, 2010.
- L’iconographie médiévale, Paris, Gallimard, 2008 (Folio-Histoire, inédit).
- La Rébellion zapatiste. Insurrection indienne et résistance planétaire, Paris, Flammarion, 2005, 283 p. (Champs)
- Le sein du père. Abraham et la paternité dans l’Occident médiéval, Paris, Gallimard, 2000. Prix Augustin-Thierry des Rendez-vous de l'histoire de
- Les Justices de l’au-delà. Les représentations de l’enfer en France et en Italie, séculos XII -  XV ,  tese , Roma, EFR, 1993; 2ª edição com posfácio e atualização bibliográfica, 2014 (Les Classiques de l'EFR).
- Lieu sacré, lieu d’images. Les fresques de Bominaco (Abruzzes, 1263). Thèmes, parcours, fonctions, Paris-Rome, Découverte-EFR, 1991.